# Gerhard Weinberger

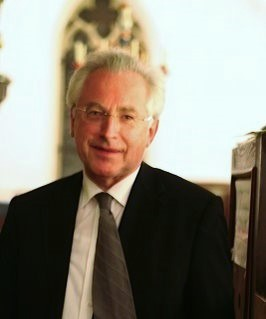
Gerhard Weinberger (2008)

Gerhard Weinberger (* 31. Juli 1948 in Pfaffenhofen an der Ilm) ist ein deutscher Organist und Professor für Orgelspiel.

## Leben und Wirken
Gerhard Weinberger wurde als Sohn des Pfaffenhofener Chorregenten und Musikmeisters Max Weinberger (1904–1987) geboren. Er legte das Abitur am Gabrieli-Gymnasium Eichstätt ab und studierte von 1967 bis 1972 an der Hochschule für Musik München Orgel bei Franz Lehrndorfer sowie Kirchen- und Schulmusik. 1971 erhielt er den zweiten Preis im Fach Orgel beim Internationalen Musikwettbewerb der ARD.
Nach dreijährigem Wirken als Chordirektor an der Basilika St. Lorenz in Kempten lehrte er ab 1974 als Dozent an der Hochschule für Musik  München, wo er ab 1977 als Professor für Orgel unterrichtete. 1983 wechselte er als Professor für Orgel und Leiter des Studiengangs Kirchenmusik sowie des Vokalsolisten-Ensembles der Barockakademie an die Hochschule für Musik Detmold. Von 1979 bis 1983 war er zudem Lehrbeauftragter an der Hochschule für Kirchenmusik Regensburg und nahm von 1984 bis 2003 einen Lehrauftrag für Orgel an der Hochschule für Musik Würzburg wahr. Außerdem gibt er international Meisterkurse und wirkt als Juror.
Weinberger konzertiert als Organist in Europa, Asien, Nord- und Südamerika. Er brachte mehrere Orgelwerke von Harald Genzmer und Peter Wittrich zur Uraufführung. Mit seiner Frau Beatrice-Maria Weinberger gibt er auch Konzerte mit vierhändiger Orgelmusik. 1986 gründete er das Ensemble Die Deutschen Bach-Vocalisten, mit dem er international konzertierte. Als Dirigent führte er vor allem Werke des 17. und 18. Jahrhunderts auf.
Es liegen zahlreiche Rundfunkaufnahmen und CD-Einspielungen vor sowie eine Gesamteinspielung der Orgelwerke Johann Sebastian Bachs auf bedeutenden historischen Orgeln beim Label cpo, die 2009 mit dem Jahrespreis der deutschen Schallplattenkritik ausgezeichnet wurde. Außerdem erhielt Weinberger verschiedene Schallplattenpreise. In den Jahren 2010 bis 2023 machte er eine Gesamteinspielung der Orgelwerke Max Regers auf Orgeln der Regerzeit beim Label cpo (18 CDs).
Weinberger ist Herausgeber von Orgelmusik und geistlicher Chormusik, darunter die erste wissenschaftliche Gesamtausgabe der Orgelwerke von Johann Ludwig Krebs und der Orgelwerke von Robert Schumann.
Gerhard Weinberger ist Mitglied der Europäischen Akademie der Wissenschaften und Künste und des Direktoriums der Neuen Bachgesellschaft Leipzig. 2017 wurde er mit dem Bundesverdienstkreuz am Bande ausgezeichnet.

## Schüler (Auswahl)
Zu seinen Schülern zählen unter anderem Thomas Albus, Matthias Beckert, Daniel Beckmann, Max Beckschäfer, Thomas Berning, Roland Büchner, Norbert Düchtel, Heidi Emmert, Friedhelm Flamme, Sebastian Freitag, David Jonies (Domorganist in Chicago), Carsten Klomp,Barbara Kraus, Gerhard Merkl, Kord Michaelis, Christiane Michel-Ostertun, Iris Rieg, Benno Schachtner, Johannes Skudlik, Josef Still, Franz Josef Stoiber, Markus Utz, Christian Weiherer und Walter Zielke.

## Werke

### Kompositionen (Auswahl)
- Schutzengelmesse für Sopransolo, Chor, Saxophon, Kontrabass, Tambourin und Orgel. Jubilate-Verlag Eichstätt
- In paradisum deducant te angeli. Elegie für Orgel, Sonat–Verlag und Edition Récit
- Pfingsten. Für Orgel. Verlag récit, Straubing
- Toccata pasquale für Orgel. Verlag Sonat
- Reflexionen über die Ostersequenz für Altsolo, Echosopran, Orgel und Altarglocken. Manuskript
- 60 leichte Intonationen manualiter zu Liedern aus dem Gotteslob. Verlag Récit
- Leichte manualiter – Intonationen zu 75 Liedern aus dem Gotteslob. Verlag Jubilate
- Ad introitum. Choralvorspiele zu Eingangsliedern aus dem Gotteslob. Band 1 und 2. Sonat – Verlag Sonat
- Chorsätze und Überchöre zu verschiedenen Liedern aus dem Gotteslob (Verlage Jubilate, Feuchtinger, Böhm und Sohn, Butz)
- Le vent de l'Esprit. Für Orgel und Tanz. Verlag Récit
- Et incarnatus est. Für Chor. Verlag Jubilate
- Johannes Brahms - Wiegenlied für Orgel bearbeitet. Verlag Récit

### Noteneditionen (Auswahl)
- Johann Ludwig Krebs – Sämtliche Orgelwerke in fünf Bänden (wissenschaftliche und praktische Ausgabe). Breitkopf & Härtel, Wiesbaden, Bände 1 bis 5.
- Orgeltrios nach Johann Sebastian Bach. Breitkopf & Härtel, Wiesbaden
- Johann Carl Friedrich Rellstab – Sonata pel Organo o Clavicembalo D-Dur. Pro Organo, Leutkirch
- Johann Sebastian Bach (zugeschrieben): Drei Choralbearbeitungen für Orgel. Sonat-Verlag, Berlin
- Sechs Orgeltrios nach Werken Johann Sebastian Bachs. Sonat-Verlag Berlin
- Carl Philipp Emanuel Bach – Sämtliche Orgelwerke Band 1 und 2. Wiener Urtext Edition, Schott Music / Universal Edition
- Robert Schumann – Sämtliche Werke für Orgel oder Pedalklavier (Urtext). G.Henle, München
- Georg Andreas Sorge – Drei Sonaten für Tasteninstrumente. Merseburger, Kassel
- Johann Anton Kobrich – Pastorellen für Orgel oder ein anderes Tasteninstrument. Anton Böhm & Sohn, Augsburg
- Süddeutsche und italienische Pastoralmusik. Feuchtinger und Gleichauf, Regensburg
- Pro Organo et Cembalo – Orgel- und Cembalomusik aus dem Repertoire süddeutscher Klöster und Kirchen des 18. Jahrhunderts. Robert Forberg, Bonn (in zwei Bänden)
- In Organo Heft IV: Schwäbische Orgelmeister des 18. Jahrhunderts. Anton Böhm und Sohn, Augsburg
- Johann Sebastian Bach – Concerto d-Moll nach B.Marcello (BWV 974) für Orgel (Transkription: G. Weinberger) Möseler, Wolfenbüttel
- Johann Sebastian Bach – Concerto G-Dur nach A.Vivaldi (BWVB 973) für Orgel (Transkription: G. Weinberger) Jubilate, Eichstätt
- Gustav Geierhaas – Toccata, Adagio und Fuge für Orgel. Strube, München
- Gustav Geierhaas – Fantasie und Fugato capriccioso für Orgel. Sonat-Verlag Berlin
- Gustav Geierhaas – Choralsuite für Orgel. Sonat-Verlag Berlin
- Gustav Geierhaas – Passacaglia. Sonat-Verlag Berlin
- Bayerische Orgelmusik zwischen Romantik und Moderne (Musik-Edition Récit Straubing); Bände 1 bis 18.
- Johann Sebastian Bach – Drei Choralbearbeitungen für Orgel aus Kantaten. Anton Böhm und Sohn, Augsburg
- Harald Genzmer – Introduktion und Variationen über Nun bitten wir den Heiligen Geist für Orgel vierhändig. Schott, Mainz
- Max Jobst – „Ave Maria“ für Sopran, Violine und Orgel. Verlag Récit
- Gallus Zeiler – Magnificat für Soli, Chor, Oboe und Streicher. Carus, Stuttgart
- Franz Xaver Richter – Messe C-Dur für Soli, Chor, zwei Oboen und Streicher. Carus, Stuttgart
- Reihe „Four ad four for organ“, vierhändige Orgelmusik. Musikedition Récit; Bände 1 bis 7.
- Otto Dunkelberg – Zehn alte Marienlieder in Sätzen für vier- bis sechsstimmigen gemischten Chor. Feuchtinger und Gleichauf, Regensburg
- Gerhard Weinberger – Drei Orgel-Transkriptionen von Werken Joseph Haydns. Musik-Edition Récit Straubing
- Franz Xaver Richter – Werke für ein Tasteninstrument. Musik-Edition Récit, Straubing
- Joseph Schmid – Choralbearbeitungen. Musik-Edition Récit, Straubing
- Joseph Schmid – Orgelwerke. Musikverlag Butz
- Gottfried Rüdinger – Elegie für Violine und Orgel op. 77. Musik-Edition Récit, Straubing
- Franz Lachner – Ave Maria für Sopran und Harfe. Verlag Sonat
- Franz und Ignaz Lachner – Orgelwerke. Verlag Sonat/Ries und Erler
- Ernst Ludwig Gerber – Choralvorspiele. Ortus-Verlag
- P. Placidus Metsch – Ausgewählte Orgelwerke in zwei Bänden. Musik-Edition Récit, Straubing
- Joseph Ignaz Bieling – Ausgewählte Orgelwerke. Musik-Edition Récit, Straubing
- Joseph Anton Auffmann – Concerto in Es für Orgel, zwei Hörner und Streicher. Sonat-Verlag, Berlin
- Joseph Anton Auffmann – Concerto in F für Orgel, zwei Hörner und Streicher. Sonat-Verlag, Berlin
- Joseph Anton Auffmann – Concerto in g für Orgel, zwei Hörner und Streicher. Sonat-Verlag, Berlin
- P. Markus Zech – Concerto in D für Orgel und Streicher. Sonat-Verlag, Berlin
- Johann Anton Kobrich – Sechs Sonaten für Orgel oder Cembalo. Musik-Edition Récit, Straubing
- Joseph Haas – 40 Fughetten für Orgel. Schott, Mainz
- Joseph Haas – Präludien und Fughetten. Schott, Mainz
- Joseph Haas – Choralvorspiel „O Ewigkeit, du Donnerwort“. Verlag Schott, Mainz
- Giovanni Battista Pergolesi – „Ave regina coelorum“ für Sopran, Alt und Streicher. Butz, Bonn
- Stefan Paluselli – Missa in C für zwei Oberstimmen und konzertierende Orgel. Butz, Bonn
- Anonymus (18. Jahrh.) - Missa solemnis in D für zwei Soprane und konzertierende Orgel. Verlag Jubilate
- P. Diakonus Zänkl - Missa solemnis für zwei Oberstimmen und konzertierende Orgel. Verlag Butz
- P. Pantaleón Jozef Roskovský OFM – Missa solemnis für Sopransolo und konzertierende Orgel. Sonat-Verlag Berlin
- Leopold Hofmann - „Regina coeli“ für Sopran und konzertierende Orgel. Verlag Jubilate
- Gallus Zeiler – Vier marianische Antiphonen für Sopran, Str. und Continuo. Verlag Kistner und Siegel
- Wolfgang Amadeus Mozart – Fantasie d-Moll KV 397, bearb. für Orgel von G. Weinberger

- Tastenmusik von Klosterkomponisten des 18. Jahrhunderts für Orgel, Cembalo oder Klavier. Musik-Edition Récit, Straubing, Bände I bis XV.
- Johann Anton Kobrich - Missa in B op. 18 Nr. 6 für hohe Singstimme, Violine ad lib. und Orgel. Verlag Butz, Bonn
- Johann Anton Kobrich - Missa in G op. 18 Nr. 5 für Bass-Solo, Violine ad lib. und Orgel. Verlag Butz, Bonn
- Johann Anton Kobrich - Missa in A op. 18 Nr. 8 für Sopran - Bass-Solo, Violine ad lib. und Orgel. Edition Goldgruber

- Joseph Schmid - Adagio für vier Hörner und Orgel. Verlag Ries und Erler
- Ludwig Thuille - Sonate. Verlag Sonat (Ries und Erler)
- Friedrich Klose - Präludium und Doppelfuge über ein Thema von Anton Bruckner für Orgel und acht Blechbläser. Ortus-Verlag
- Joseph Anton Xaver Auffmann - Concerto in F, bearb. für Orgelsolo von G. Weinberger. Verlag récit, Straubing
- Joseph Anton Xaver Auffmann - Concerto in C, bearb. für Orgelsolo von G. Weinberger. Verlag récit, Straubing
- Joseph Anton Xaver Auffmann - Concerto in B. bearb. für Orgelsolo von G. Weinberger. Verlag récit, Straubing
- Joseph Rupert Ignaz Bieling - Concerto in B, rekonstruiert und bearb. von G. Weinberger. Verlag Strube, München

### Bücher
- mit Ewald Kooiman und Hermann J. Busch: Zur Interpretation der Orgelmusik Johann Sebastian Bachs. Merseburger, Kassel 1995, ISBN 3-87537-215-8.

## Diskographie (Auswahl)

### Als Organist
- Johann Sebastian Bach – Sämtliche Orgelwerke (22 volumes) auf historischen Instrumenten, schwerpunktmäßig in Thüringen und Sachsen (cpo; 1999–2007); Jahrespreis 2009 der Deutschen Schallplattenkritik
- Max Reger – Sämtliche Orgelwerke (18 CDs) auf Orgeln der Regerzeit (cpo; 2010–2023)

- Johann Ludwig Krebs, vol. 1 bis 7. Sämtliche Orgelwerke. Gerhard und Beatrice-Maria Weinberger auf den großen süddeutschen Barockorgeln (Motette Ursina; 2001–2007)

- Weihnachtliche Orgelmusik für zwei und vier Hände. Klosterkirche Roggenburg (cpo)
- Franz Liszt: Die großen Orgelwerke. Dom zu Passau (Christophorus; 2006)
- Pas des deux. Symphonische Tänze für zwei Organisten. Mit Beatrice Weinberger. Transkriptionen von Werken von Brahms, Saint-Sains, Ravel, Tschaikowsky (Christophorus; 2004)
- Trompete und Orgel. Werke von Purcell, Kauffmann, Tag, Krebs und Hummel. Mit Helmut Erb, Trompete (Christophorus; 1980)
- Wolfgang Amadeus Mozart – Sämtliche Orgelwerke. Abteikirche Amorbach (Label Motette Ursina)
- Vierhändige Orgelmusik. Originalwerke von Johann Christian Bach, Ferrenac, Beethoven, Cundick, Hakim und Wittrich. Kathedrale La Almudena Madrid (ars musici Freiburg)
- Harald Genzmer: Orgelwerke (Wergo/Schott); Preis der deutschen Schallplattenkritik 2000
- Orgelmusik süddeutscher Klosterkomponisten des Barock und Rokoko. Gabler-Orgel Ochsenhausen (ifo Mainz); Preis der deutschen Schallplattenkritik 2005
- Orgelmusik schwäbischer Komponisten des 18. Jahrhunderts. Höss-Orgel Ochsenhausen (da-music, Diepholz)
- Deutsche und französische Orgelmusik der Romantik. Werke von Liszt, Mendelssohn Bartholdy, Reger, Franck und Dupré. Neubaukirche Würzburg (famiro records)
- Harald Genzmer: Orgelwerke (TYXart Regensburg)
- Süddeutsche Orgelmusik der Spätromantik. Werke von Rüdinger, Schmid, Haas, Geierhaas, Beer-Walbrunn, Piechler, Renner (TYXart Regensburg)
- Die restaurierte Patroklus-Möller-Orgel von Marienmünster. Werke von Bach, C.Ph.E.Bach und Gerber (TYXart Regensburg)
- Münchner Orgelmeister des 19. und 20. Jahrhunderts. Werke von Rheinberger, Höller, Geierhaas und Haas. Preis der deutschen Phonoakademie (Calig; 1979)
- Jaromir Weinberger: Orgelwerke (G. Boss Musikproduktion)
- Johann Ludwig Krebs: Die großen Choralvorspiele. Gabler-Orgel Weingarten (Christophorus)
- Die Papst Benedikt Orgel in der Alten Kapelle Regensburg (Spektral Regensburg)

### Als Dirigent
- Johann Sebastian Bach: Die sechs Motetten. Deutsche Bach-Vocalisten (Spektral Regensburg)
- Johann Friedrich Doles: Doppelchörige Motetten. Deutsche Bach-Vocalisten (musicontakt Heidelberg)
- Georg Friedrich Händel: The Messiah (Auszüge). Barockakademie der Hochschule für Musik Detmold (Edition Hochschule für Musik Detmold)
- Eröffnungskonzert des Bachfestes 2013 der Neuen Bachgesellschaft Leipzig. Hochschule für Musik Detmold. Barockakademie der Hochschule für Musik Detmold und Solisten. Werke von Krebs und Bach (Edition Hochschule für Musik Detmold)